# Mallonia patrizii
Mallonia patrizii är en skalbaggsart som beskrevs av Stefan von Breuning 1938. Mallonia patrizii ingår i släktet Mallonia och familjen långhorningar. Inga underarter finns listade i Catalogue of Life.